# Martinho Lutero Galati
Martinho Lutero Galati de Oliveira (Alpercata, 29 settembre 1953 – São Paulo, 25 marzo 2020) è stato un direttore di coro e musicista brasiliano.
Divenne noto per aver guidato molte messe e, nelle parole del sindaco di Milano Giuseppe Sala, per aver «contribuito in maniera determinante a diffondere la musica contemporanea brasiliana e africana».

## Biografia
Italo-brasiliano perfettamente bilingue, figlio di un pastore luterano (da cui il nome di battesimo) e laureato in pedagogia presso l'Universidade de São Paulo, creò la Rede Cultural Luther King a San Paolo (1970), l'Associação Cultural Tchova Xita Duma a Maputo (1982) e il Coro Cantosospeso a Milano (1987).
Allievo di Luigi Nono, fu docente alla Libera Università di Lingue e Comunicazione e all'Istituto di Musicologia di Milano - dove visse per vent'anni, ottenendo anche la cittadinanza onoraria - nonché direttore del Forum Coral Mundial e del Forum Corale Europeo. Nel 1986 collaborò con Radio Popolare.
Fu direttore del Coral Paulistano do Theatro Municipal de São Paulo dal 2013 al 2016.
Scrisse il libro Do gesto à gestão: um diálogo sobre maestros e liderança insieme alla collega Rita Fucci-Amato, con la prefazione di Isaac Karabtchevsky.
Fu eletto presidente dell'Associação Brasileira de Regentes Corais nel 2018.
Come musicista ebbe modo di collaborare con artisti quali Gilberto Gil, Naná Vasconcelos, Inezita Barroso, Sérgio Ricardo, Cristovão Bastos, Zizi Possi, Marília Medalha, Tito Martino, Fabiana Cozza, Ivan Vilela, Djalma Correa, Mauro Pagani, Miriam Makeba, Angélique Kidjo, Liz Mac Comb, Dino Salluzzi, Mouna Amari.
Morì in Brasile il 25 marzo 2020 per complicazioni da COVID-19.